# Shurbo
Shurbo é uma sopa típica do Tajiquistão, composta de carne salteada em óleo e depois fervida com cebola, tomate, cenoura, ervilhas e batata, em água durante pelo menos 40 minutos.
Aparentemente, esta sopa é também popular no Uzbequistão, onde foi considerada a “sopa nacional”, tem uma preparação semelhante, com a única diferença que indica que a carne deve ser de carneiro e a sopa servida com cebolinho.